# Runenstein von Enberga

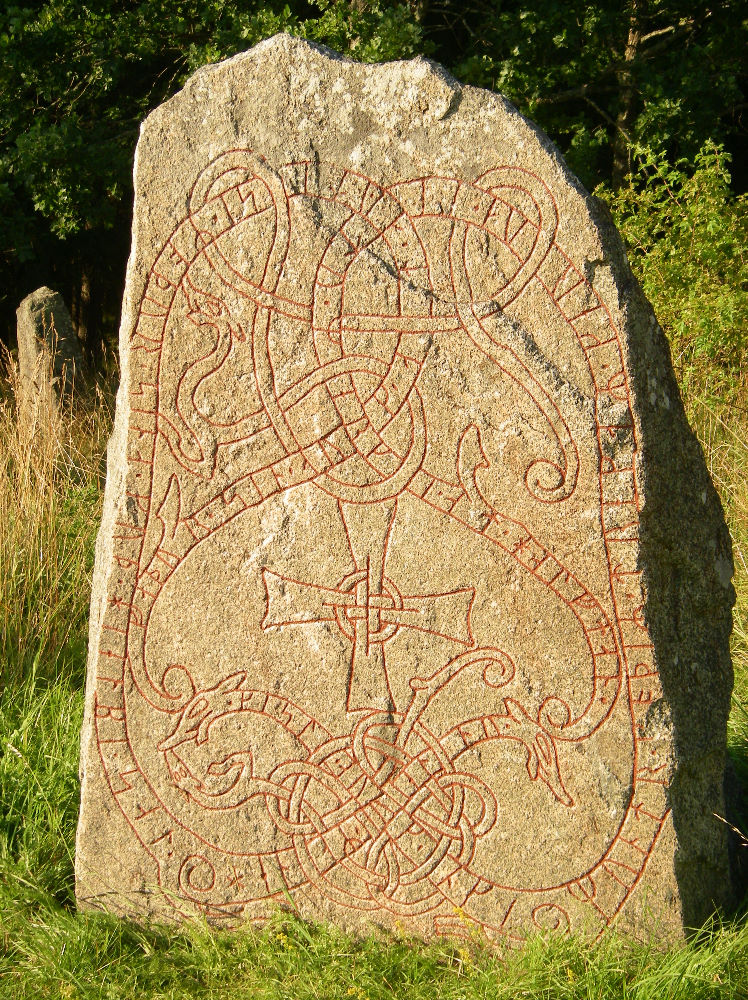
Runenstein von Enberga

Der Runenstein von Enberga (Samnordisk runtextdatabas U 808) steht an der Ostseite der Straße C 568 zwischen der Kirche von Biskopskulla und der Fröslunda-Kirche, in Uppland in Schweden. Am Waldrand, etwa 10,0 m hinter dem Runenstein, steht ein noch unbeschriebener Stein. Der Runenstein und der Stein ohne Inschrift wurden 1926 an ihren heutigen Standorten aufgestellt.
Der etwa 2,0 m hohe, auf 1050–1080 n. Chr. datierte Runenstein wurde vermutlich vom Runenmeister Balle geschnitzt, der in der zweiten Hälfte des 11. Jahrhunderts in der Region tätig war. Balle hat in Uppland etwa 20 Runensteine hinterlassen. U 808 trägt aber keine Signatur. 
Der Runenstein aus rotem Granit zeigt ein feines Ornament mit zwei komplizierten Schlangenbändern. Die Inschrift beginnt am Kopf des Tieres, das nach links schaut, und setzt sich bis zu seinem Schwanz fort. Der zweite Teil der Inschrift beginnt am Schwanz des zweiten Tieres und endet am Kopf. Im Zentrum befindet sich ein als Salomonsknoten gestaltetes Ringkreuz.
Die Runeninschrift:
Die Inschrift in der Übersetzung:

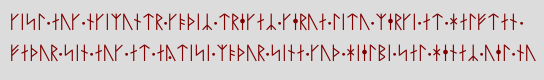
Runeninschrift U 808

- Gisl und Ingemund, gute junge Männer, ließen das Denkmal nach Halvdan machen, ihrem Vater, und nach Ödis, ihrer Mutter. Gott helfe jetzt ihrer Seele.